# Ложкинский сельсовет (Нижегородская область)
Ложкинский сельсовет — сельское поселение в Тоншаевском районе Нижегородской области.
Административный центр — село Вякшенер.

## История
Статус и границы сельского поселения установлены Законом Нижегородской области от 15 июня 2004 года № 60-З «О наделении муниципальных образований — городов, рабочих посёлков и сельсоветов Нижегородской области статусом городского, сельского поселения».

## Население
| 2002 | 2010 | 2012 | 2013 | 2014 | 2015 | 2016 |
| ---- | ---- | ---- | ---- | ---- | ---- | ---- |
| 791  | ↘760 | ↘751 | ↘735 | ↘725 | ↘699 | ↘689 |
| 2017 | 2018 | 2019 | 2020 |      |      |      |
| ↘666 | ↘658 | ↘655 | ↘636 |      |      |      |

## Состав сельского поселения
| № | Населённый пункт | Тип населённого пункта       | Население |
| - | ---------------- | ---------------------------- | --------- |
| 1 | Большая Пустошка | деревня                      | ↘1        |
| 2 | Большие Ашкаты   | деревня                      | ↘87       |
| 3 | Вякшенер         | село, административный центр | ↗269      |
| 4 | Дупляки          | деревня                      | ↘29       |
| 5 | Ивановское 1-е   | деревня                      | ↘0        |
| 6 | Малые Ашкаты     | деревня                      | ↘1        |
| 7 | Письменер        | деревня                      | ↗15       |
| 8 | Письменер        | село                         | ↗63       |
| 9 | Сухой Овраг      | деревня                      | ↗295      |